# Pýchavka obrovská
Pýchavka obrovská (Langermannia gigantea (Batsch: Pers.) Rostkovius, 1839, syn.: Calvatia gigantea (Batsch ex Pers.) Lloyd), též vatovec obrovský, je jedlá houba z čeledi pýchavkovitých, která se koncem léta a na podzim běžně vyskytuje po celém světě na polích, loukách a lesích.

## Popis
Plodnice pýchavky obrovské mají kulovitý tvar a obvykle dorůstají v průměru deset až sedmdesát centimetrů, ale jsou známy i 150 centimetrů velké exempláře, které mohou dosáhnout váhy až dvacet kilogramů. Dužina pýchavky se vyvíjí několik týdnů, přičemž zpočátku je pružná a bílá, později začnou uvnitř plodnice dozrávat výtrusy a získává žlutou až olivovou barvu. Dužina je jedlá, pouze pokud je bílá. Výtrusný prach pýchavek má hnědé až šedohnědé zabarvení.
Na rozdíl od většiny hub jsou všechny spory obří pýchavky umístěny uvnitř plodničky, velké exempláře mohou obsahovat i několik bilionů spor. Spory jsou nažloutlé, hladké, jejich velikost se pohybuje od 3 do 5 mikrometrů. Suché spory mohou být použity jako koagulant k zastavení krvácení.
Vnější slupka je velmi tenká, lámavá, hladká nebo jemně pomoučená, nejdříve bílá, stářím získává žloutnoucí až hnědnoucí odstín. V době zralosti výtrusů praská ve velkých plátech a odlupuje se.

## Použití

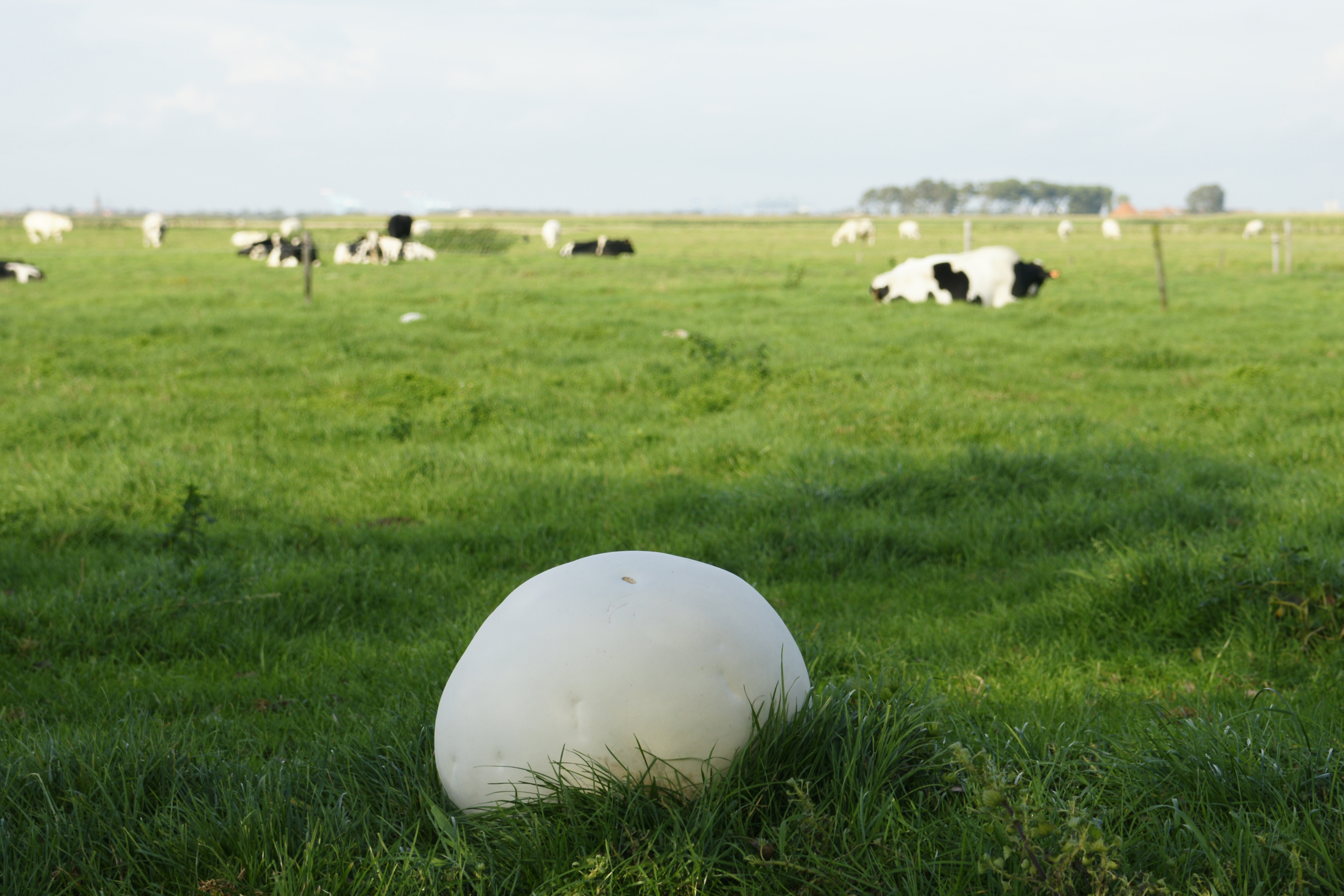
Pýchavka obrovská (vatovec obrovský) (Langermannia gigantea) na pastvině.

### V kuchyni
Maso pýchavky je označováno jako velmi chutné, vhodné na řízky. Chuť bývá popisována jako podobná tofu či taveným sýrům.

### V léčitelství
Název drogy je kolektivním názvem pro různé druhy rodů vatovec, plešivka a prášivka, jichž se v počátcích novověku používalo i v oficiální medicíně ke kompresi krvácejících ran. Nejčastěji šlo o nejnápadnější (největší) druh, vatovec obrovský. Mattioli o těchto houbách píše: „Dále nacházejí se houby celé okrouhlé a bělavé, zvané Bubenffist čili Fosiss. Tyto rostou na obcích a travnatých polích na způsob velikého koženého míče, častokráte velikosti hlavy. Když uschnou, trhají se a vypouštějí ze sebe žlutý prášek.“ (čtvrtá kniha Herbáře, kap. LXXXI).

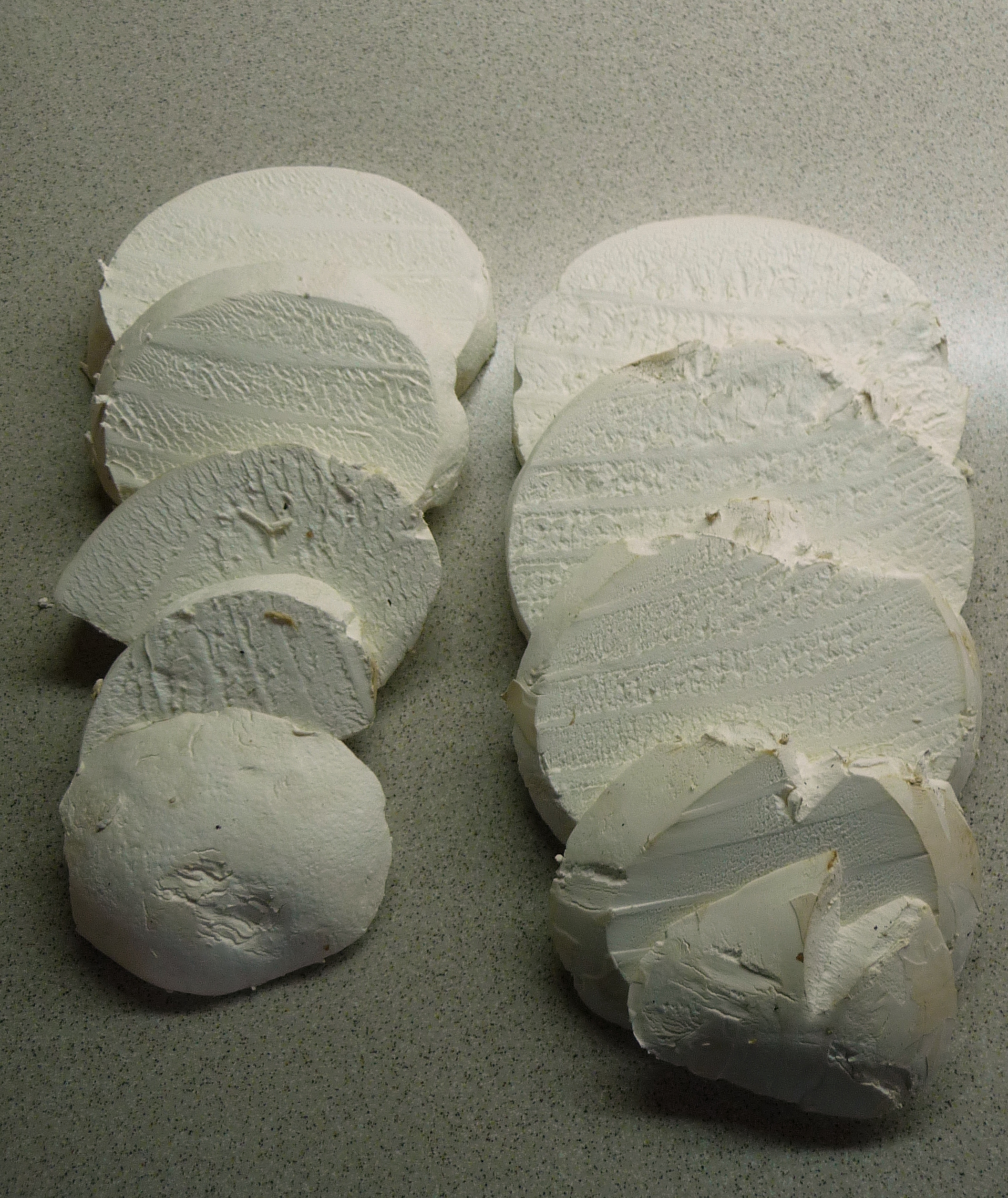
Mladé plodnice s takto bílou dužninou jsou jedlé.

Německý lékař a botanik z počátku novověku Adam Lonitzer (1528 až 1586) napsal ve svém Bylináři (1555), že „bovista … svým moučným obsahem prospívá starým vlhkým škodlivinám, které vysušuje a tak ke zhojení přivádí staré vředy a rány“ (BIRKFELD 1954). Holandský lékař Johannis v. Beverwyck uvedl ve své „Chirurgia oder Heyl-Kunst“ (1672), že krvácející rány možno ucpat cupaninou anebo ještě lépe bovistou.
Německý lékař H. Schulz v r. 1919 poznamenal, že v dřívějším lékařství byla tato houba používána při močových potížích, což se zachovalo mezi lidem dodnes. Je používána v homeopatii.

## Synonyma
- Bovista gigantea (Batsch) Gray, 1821
- Calvatia gigantea (Batsch) Lloyd, 1904
- Lasiosphaera gigantea (Batsch) F. Šmarda,  1958
- Lycoperdon giganteum Batsch,  1786